# Sveti Đurađ (żupania osijecko-barańska)
Sveti Đurađ – wieś w Chorwacji, w żupanii osijecko-barańskiej, w mieście Donji Miholjac. W 2011 roku liczyła 826 mieszkańców.